# Zollkontrolle

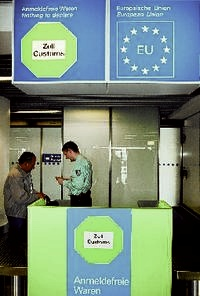
Zollkontrolle am Frankfurter Flughafen

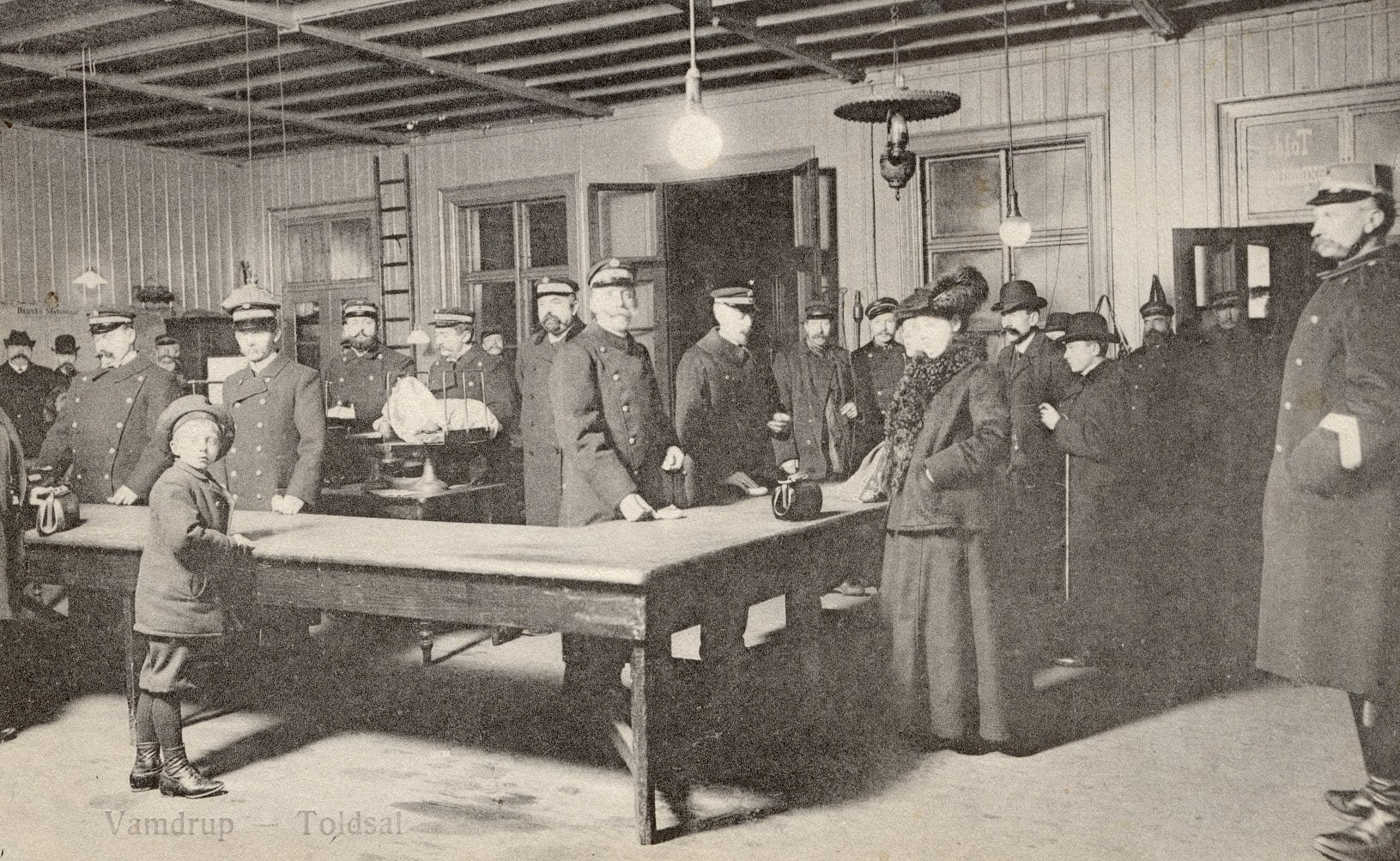
Zollkontrolle an der deutsch-dänischen Grenze, vor 1911

Unter Zollkontrolle versteht man gemeinhin die Überprüfung von Waren, Beförderungspapieren und Postsendungen beim Übertritt über eine Zollgrenze oder direkt im Anschluss daran. Die Kontrolle kann stattfinden an Grenzübergängen, Flughafenterminals, im Zug, in Häfen und Flüssen oder auf der Autobahn. Sie ist von der Grenzkontrolle zu unterscheiden, die auch die Passkontrolle mit einschließt.

## Begriffsbestimmung
Nach dem Zollkodex der Union sind Zollkontrollen spezifische Handlungen, die die Zollbehörden zur Gewährleistung der ordnungsgemäßen Anwendung der zollrechtlichen und sonstigen Vorschriften über Eingang, Ausgang, Versand, Beförderung, Lagerung und Endverwendung von Waren, die zwischen dem Zollgebiet der Union und anderen Gebieten befördert werden, sowie über das Vorhandensein von Nichtgemeinschaftswaren und Waren in der Endverwendung und deren Beförderung innerhalb des Zollgebiets vornehmen.

## Situation in der Europäischen Union

### Deutschland
Die zuständige Zollbehörde ist die Bundeszollverwaltung. Kontrollen werden hauptsächlich durch Zollbeamte des Grenzaufsichtsdienstes an der Grenze zur Schweiz, an Grenzübergangsstellen von Flughäfen und See- und Freihäfen (zusammen mit Beamten des Grenzabfertigungsdienstes), in Zügen oder auch in küstennahen Gewässern durch den Wasserzoll durchgeführt. Daneben gibt es noch die Überprüfungen der Kontrolleinheiten Verkehrswege, die nicht auf den grenznahen Raum beschränkt sind, sondern überall im Bundesgebiet stattfinden können. Für solche Kontrollen werden auf Flughäfen, an Häfen und bei Autobahnkontrollen auch Röntgengeräte eingesetzt, die ganze LKW-Ladungen durchleuchten können.
Die Überprüfungen der Finanzkontrolle Schwarzarbeit sind keine Zollkontrollen im eigentlichen Sinne, da sie nicht auf den Grenzübertritt (inklusive Durchfuhr) und das Verbringen von Waren, Substanzen und Gegenständen abzielen, sondern der Bekämpfung der Schwarzarbeit dienen.

### Richtmengen bei Reisen innerhalb der Europäischen Union
Bei verbrauchsteuerpflichtigen Waren (Zigaretten, Alkohol) sind bestimmte Richtmengen, bei der eine Verwendung zu privaten Zwecken angenommen wird, zu beachten. Bei einer Überschreitung der Freimengen ist ein Nachweis über die private Verwendung erforderlich. Über die Richtmengen hinausgehende Waren können gegebenenfalls versteuert und sichergestellt werden, sollte der Nachweis über eine private Verwendung nicht erbracht werden können.
Innerhalb der EU gelten diese Freimengen nicht für die Kanarischen Inseln, den französischen Übersee-Departements (DOM-ROM) sowie Saint-Pierre und Miquelon, Åland (Finnland), Athos (Griechenland) und die britischen Kanalinseln. Nicht zum Zollgebiet gehören in Deutschland die Insel Helgoland und Büsingen am Hochrhein (Büsingen liegt im Schweizer Zollgebiet).
Die Richtmengen gelten pro Person und Tag.
| Tabakwaren und Substitute                                                  | Richtmengen innerhalb der EU                   |
| -------------------------------------------------------------------------- | ---------------------------------------------- |
| Zigaretten                                                                 | 800 Stück oder                                 |
| Zigarillos (max. 3 g/Stk.)                                                 | 400 Stück oder                                 |
| Zigarren                                                                   | 200 Stück oder                                 |
| Rauchtabak (umfasst auch Feinschnitt, Wasserpfeifentabak und Pfeifentabak) | 1000 Gramm                                     |
| Erhitzter Tabak                                                            | 800 Stück (Rauchportionen)                     |
| Substitute für Tabakwaren                                                  | 1 Liter, jedoch max. 10 Kleinverkaufspackungen |

Bis zum 31. Dezember 2009 galt in den neuen EU-Staaten Bulgarien, Estland, Lettland, Litauen und Rumänien bei Zigaretten noch die geringere Freimenge von 200 Stück
| Alkoholische Getränke                                           | Richtmengen innerhalb der EU |
| --------------------------------------------------------------- | ---------------------------- |
| Spirituosen (ab 15 % vol., z. B. Weinbrand, Whisky, Rum, Wodka) | 10 Liter                     |
| Alkoholhaltige Süßgetränke (Alkopops)                           | 10 Liter                     |
| Zwischenerzeugnisse (z. B. Likörwein, Wermut, Sherry)           | 20 Liter                     |
| Schaumwein                                                      | 60 Liter                     |
| Bier                                                            | 110 Liter                    |
| Wein                                                            | keine Richtmenge festgelegt  |

Für Wein aus anderen EU-Mitgliedstaaten wurde in Deutschland keine Richtmenge festgelegt. Aus verbrauchsteuerrechtlicher Sicht kann Wein in unbegrenzter Menge für eine Verwendung zu privaten Zwecken mitgebracht werden. Weinrechtliche Vorschriften für den Transport von Wein bleiben davon unberührt.
| Sonstige VSt.-pflichtige Waren | Richtmengen                                                    |
| ------------------------------ | -------------------------------------------------------------- |
| Kaffee                         | 10 kg Röstkaffee oder löslicher Kaffee                         |
| Kaffeehaltige Waren            | 10 kg                                                          |
| Kraftstoffe                    | Inhalt des Haupttankbehälters + bis zu 20 l im Reservebehälter |

Kraftstoffe können für den Eigenbedarf erworben und mitgeführt werden. Dabei wird regelmäßig eine Menge im Reservebehälter bis 20 Liter nicht beanstandet (§ 16 Abs. 1 Nr. 2 EnergieStG). Einzelstaatliche Bestimmungen über den Transport gefährlicher Stoffe werden durch diese Vorschrift nicht berührt.
Darüber hinaus besteht bei Reisen in die, aus der oder durch die Bundesrepublik Deutschland die Pflicht des Reisenden, Bargeld oder gleichgestellte Zahlungsmittel (Wertpapiere Schecks, Edelmetalle gem. § 1  Abs. 4 S. 4 ZollVG) im Wert von 10.000 Euro oder mehr auf Befragung durch den Zoll anzuzeigen. Bei Zuwiderhandlung können Ordnungswidrigkeitenverfahren und, bei Verdacht der Geldwäsche, auch Strafverfahren eingeleitet werden.

### Reisefreigrenzen bei der Einreise aus Ländern außerhalb der Europäischen Union
Bei den Einfuhren innerhalb bestimmter Reisefreigrenzen werden keine Abgaben erhoben, wenn diese zum persönlichen Verbrauch oder für Angehörige des eigenen Haushalts oder als Geschenk bestimmt sind. Dies gilt nur für Waren die ein Reisender mit sich führt. Ein Versand des Reisegepäcks mit der Post, ob vor- oder nachgesandt zählt nicht als mitgeführt.
Aktuelle Mengen- und Wertgrenzen für Waren bei der Einfuhr durch Reisende:
| Tabakwaren (nur für Personen ab 17 Jahren) | Freimenge                                                   |
| ------------------------------------------ | ----------------------------------------------------------- |
| Zigaretten                                 | 200 Stück oder                                              |
| Zigarillos                                 | 100 Stück oder                                              |
| Zigarren                                   | 50 Stück oder                                               |
| Rauchtabak                                 | 250 Gramm oder eine anteilige Zusammenstellung dieser Waren |

Bis zum 31. Dezember 2009 galt in den neuen EU-Staaten Bulgarien, Estland, Lettland, Litauen und Rumänien bei Zigaretten ebenfalls die Reisefreigrenze von maximal 200 Stück.
| Alkohol und alkoholhaltige Getränke (nur für Personen ab 17 Jahren)           | Freimenge                    |
| ----------------------------------------------------------------------------- | ---------------------------- |
| Alkohol und alkoholhaltige Getränke (ab 22 % vol.)                            | 1 Liter oder                 |
| Alkohol und alkoholhaltige Getränke (auch Schaumwein) (bis maximal 22 % vol.) | 2 Liter und                  |
| Wein                                                                          | 4 Liter, kein Schaumwein und |
| Bier                                                                          | 16 Liter                     |

| Sonstige Waren                                  | Freimenge |
| ----------------------------------------------- | --- |
| Arzneimittel                                    | in Höhe des persönlichen Bedarfs des Reisenden |
| Kraftstoff                                      | Inhalt des Haupttankbehälters für ein Motorfahrzeug und maximal 10 Liter in einem tragbaren Reservebehälter |
| sonstige Waren (Kleidung, Kosmetikartikel etc.) | Warenwert von maximal 300 Euro, für Reisende bis 15 Jahren nur maximal 175 Euro. Für Flug- und Seereisende (gewerbliche Reiseanbieter) maximal 430 Euro, Reisende mit eigenem Schiff oder Flugzeug ebenfalls nur 300 Euro. Eine Addition der Werte mit den genannten Waren, die einer besonderen Mengengrenze unterliegen, erfolgt hierbei nicht. |

Waren, deren Wert die Freigrenzen überschreiten, müssen verzollt werden. Die Abgabe berechnet sich dabei nach dem Warenwert. Waren mit einem Wert von bis zu 700 Euro werden pauschal mit 17,5 Prozent besteuert. Alles, was diesen Wert übersteigt, wird mit einem individuellen Zollsatz und zusätzlich der Einfuhrumsatzsteuer (19 Prozent) belegt.
Bei Alkohol wird eine Pauschale von 6,60 Euro pro Liter verlangt, unabhängig vom Warenwert.
Darüber hinaus besteht bei Reisen von außerhalb der EU nach Deutschland, von Deutschland in einen Nicht-EU-Staat oder Transit in einen Nicht-EU-Staat die Pflicht, Barmittel von 10.000,00 EUR oder mehr unaufgefordert beim Zoll anzumelden. Gleichgestellte Zahlungsmittel (z. B. Sparbücher) müssen auf Befragung der Zollbediensteten mündlich angezeigt werden.

### Postverkehr
- Geschenksendungen bis zu 45 Euro (Warenwert) von einer Privatperson an eine andere Privatperson sind abgabenfrei.[6]
- Bei einem Wert unter 150 Euro sind die Sendungen zwar zollfrei, die Einfuhrumsatzsteuer in Höhe von 19 % bzw. 7 % und die Verbrauchsteuer (bei Warensendungen mit verbrauchsteuerpflichtigen Waren) sind aber zu erheben. Abgaben in einer Höhe von weniger als 1,00 Euro werden nicht erhoben.[7]
- Bei einem Wert über 150,00 EUR sind Zoll und die Einfuhrumsatzsteuer (19,00 % bzw. 7,00 %) zu bezahlen.[7]
- Die anfallenden Zölle werden über den elektronischen Zolltarif ermittelt (Art. 56 Abs. 1 Satz 1, 57 UZK).

## Situation außerhalb der Europäischen Union

### Schweiz und Liechtenstein
Als Schweizer Zollgebiet wird das Gebiet bezeichnet, in dem die Eidgenössische Zollverwaltung (EZV) das schweizerische Zollgesetz vollzieht.
Das Fürstentum Liechtenstein (seit 1923) sowie die deutsche Gemeinde (und Exklave) Büsingen am Hochrhein (seit 1967) sind Teil des Schweizer Zollgebiets. Büsingen war bereits de facto Schweizer Zollgebiet ab 1947.
Bis Ende 2019 war die italienische Gemeinde und Enklave Campione d’Italia de facto Schweizer Zollgebiet. Zwischen der Schweiz und Campione gab es bis Ende 2019 keine Zollkontrollen.

#### Reiseverkehr
Die folgenden Freimengen werden nur für Waren des Reiseverkehrs gewährt, die die reisende Person zu ihrem privaten Gebrauch oder zum Verschenken einführt und verstehen sich pro Person, pro Tag und werden nur Personen gewährt, die mindestens 17 Jahre alt sind:
| Lebensmittel                           | Freimenge                     |
| -------------------------------------- | ----------------------------- |
| Fleisch und Fleischzubereitungen       | 1 Kilogramm, ausgenommen Wild |
| Butter, Rahm                           | 1 Kilogramm/Liter             |
| Öle, Fette, Margarine zu Speisezwecken | 5 Kilogramm/Liter             |

| Alkohol und alkoholhaltige Waren    | Freimenge |
| ----------------------------------- | --------- |
| Alkoholische Getränke bis 18% Vol.  | 5 Liter   |
| Alkoholische Getränke über 18% Vol. | 1 Liter   |

| Sonstige VSt.-pflichtige Waren | Freimenge                                                                                            |
| ------------------------------ | --- |
| Treibstoffe                    | Inhalt des Haupttankbehälters und max. 25 Liter im Reservekanister (nach Art. 34 Abs. 2 der MinöStV) |
| Zigarren/Zigaretten            | 250 Stück                                                                                            |
| Andere Tabakfabrikate          | 250 Gramm                                                                                            |

Für die anderen mitgeführten Waren werden je nach deren Gesamtwert die Mehrwertsteuer (ab 300 Franken) und je nach deren Menge Zölle erhoben. Zölle werden jedoch nur auf Lebensmittel, Tabak, Alkohol und Treibstoff erhoben. Die Freigrenze von 300 Franken versteht sich ebenfalls pro Person und pro Tag.

#### Postverkehr
- Die Abgabenfreigrenze im nicht kommerziellen Postverkehr beträgt 65 Franken (Warenwert, inklusive Transportkosten), - diese Freigrenze versteht sich aber pro Sendung.
- Die Warenwertobergrenze (inklusive Transportkosten) für eine mehrwertsteuerbefreite Einfuhr für den reduzierten Steuersatz (z. B. Bücher) liegt bei 200 Franken pro Sendung.
- Bei Geschenksendungen bis zu 100 Franken (Warenwert, Transportkosten) von einer Privatperson an eine andere Privatperson ist keine Verzollung erforderlich[13][14]